# LOSC Lille 2016-2017
Questa voce raccoglie le informazioni riguardanti il LOSC Lille nelle competizioni ufficiali della stagione 2016-2017.

## Stagione

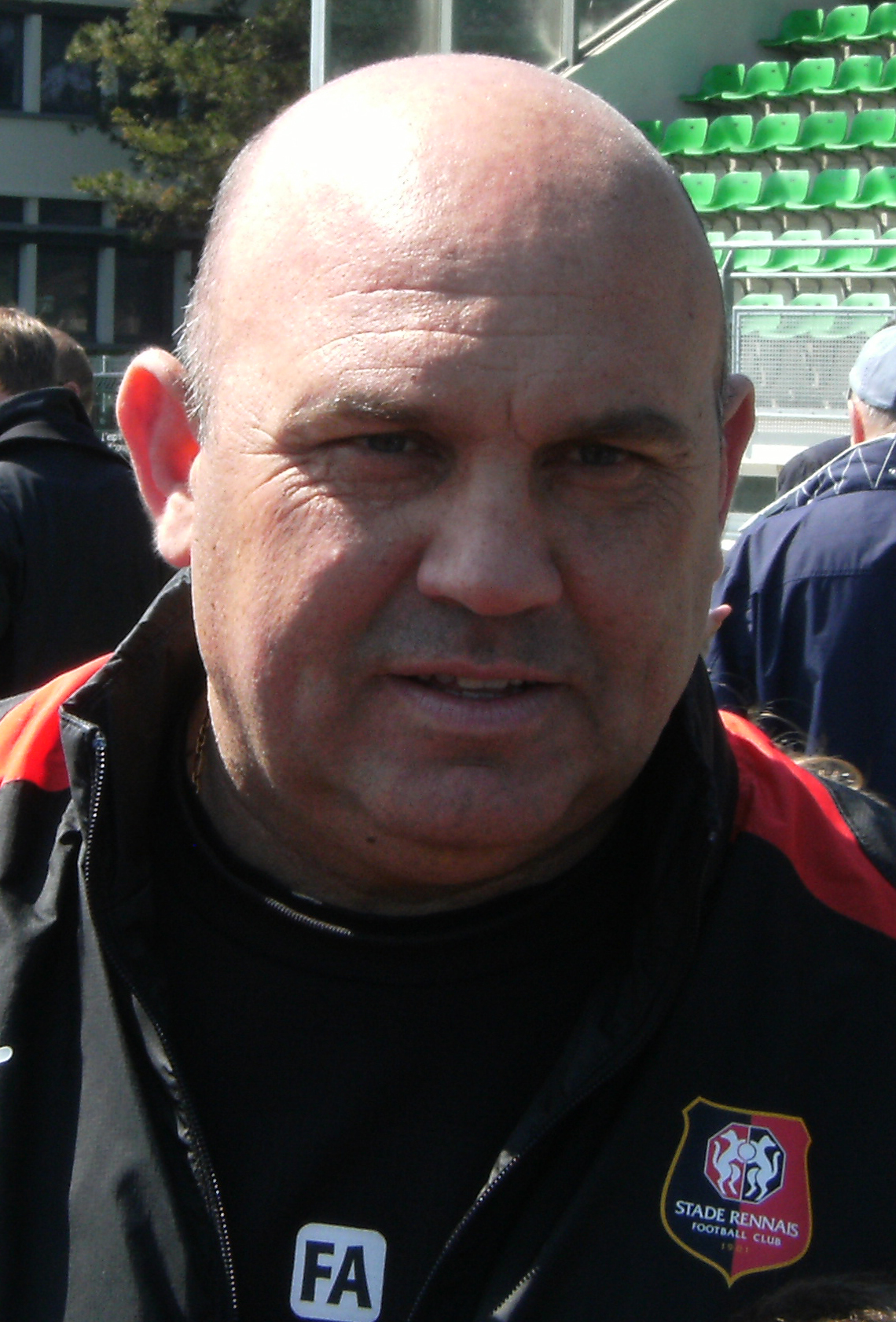
Frédéric Antonetti viene riconfermato sulla panchina dei mastini.

In seguito al raggiungimento del quinto posto valido per l'accesso ai preliminari dell'Europa League dopo un inizio stagione negativo, l'allenatore Frédéric Antonetti viene riconfermato per la panchina. Il calciomercato estivo vede gli addii del difensore Djibril Sidibé al Monaco (per un importo di 16 milioni), dei centrocampisti Florent Balmont e Marvin Martin (direzione Digione), e degli attaccanti Michael Frey e Baptiste Guillaume (quest'ultimo in prestito allo Strasburgo), mentre sono stati acquistati il centrocampista Younousse Sankharé dal Guingamp, l'attaccante del retrocesso Reims Nicolas de Préville e lo svincolato Julian Palmieri. Sono stati riscattati l'autore della rete che permise al Portogallo la prima vittoria di un europeo Éder dallo Swansea City e lo zambiano Stophira Sunzu, oltre al rinnovo del prestito di Rony Lopes del Monaco.
La stagione inizia nei peggiori dei modi con l'eliminazione nel terzo turno preliminare dell'Europa League a favore del Qäbälä, che esclude la società dalle competizioni UEFA per questa stagione. Infatti la partita di andata in terra francese termina 1-1 con la rete di Mendes per i mastini, purtroppo quella di ritorno termina 1-0 per gli azeri.
Anche il debutto in campionato contro la neopromossa Metz fu altrettanto negativo: i Nordistes si portano due volte in vantaggio con la doppietta di Rony Lopes allo Stadio Saint Symphorien (Metz), ma a causa di due calci di rigore per i padroni di casa arriva anche la prima sconfitta in campionato per 3-2. La prima vittoria stagionale arriva nella seconda giornata di campionato contro la neopromossa Digione grazie alla rete dell'ex Younousse Sankharé nei minuti finali.

## Maglie e sponsor
Lo sponsor tecnico per la stagione 2016-2017 è New Balance, mentre lo sponsor ufficiale è Partouche. La maglia fa parte della campagna Déchainé e mette in evidenzia l'energia e la passione del club nell'affrontare la nuova stagione. Tutte le divise sono dotate della tecnologia NB Dry, che ha la funzione di spostare l'umidità verso l'esterno permettendo così minor sudorazione durante tutta la partita. La prima maglia è un omaggio ai settant'anni dalla nascita della squadra (1946), con il colletto che presenta la scritta 1946 – 2016 : il y a 70 ans, le premier doublé e nella parte finale della schiena Le LOSC est bâti sur pierre, rien ne peut l'ébranler. Poi presenta delle "V" rosse (al centro della maglia e sulle maniche) combinate con il colore grigio profondo che ricopre la maglia. I calzoncini e i calzettoni sono interamente blu.
| Casa | Trasferta | Terza divisa |

## Organigramma societario
Area direttiva
- Presidente: Michel Seydoux
- Direttore generale: Jean-Michel Vandamme
- Direttore generale aggiunto: Reynald Berge
- Presidente dell'associazione: Patrick Robert
- Delegato: Didier De Climmer

Area organizzativa
- Direttore marketing, comunicazione e biglietteria: Aurélien Delespierre
- Direttore amministrativo e giuridico: Julien Mordacq

Area tecnica
- Direttore sportivo: François Vitali
- Allenatore: Frédéric Antonetti
- Allenatore in seconda: Patrick Collot
- Collaboratori tecnici: Jean-Marie De Zerbi, Rachid Chihab, Chérif Oudjani
- Preparatori atletici: Grégory Dupont, Barthélémy Delecroix
- Preparatore dei portieri: Jean-Pierre Mottet

Area sanitaria
- Responsabile: Eric Rolland
- Medico sociale: Joffrey Martin
- Massaggiatori: Bruno Le Natur, Jérôme Andral, Dario Fort, Gaël Pasquer, Cyril Praud

## Rosa

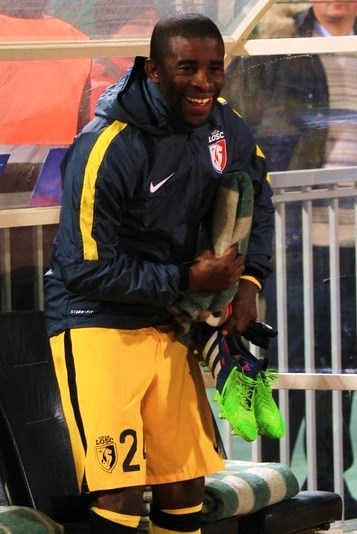
Rio Mavuba, capitano dei mastini nella stagione 2016-2017.

| N. |                           | Ruolo | Calciatore          |
| -- | ------------------------- | ----- | ------------------- |
| 1  | Nigeria (bandiera)        | P     | Vincent Enyeama     |
| 2  | Francia (bandiera)        | D     | Sébastien Corchia   |
| 3  | Mali (bandiera)           | D     | Youssouf Koné       |
| 4  | Senegal (bandiera)        | C     | Younousse Sankharé  |
| 4  | Brasile (bandiera)        | D     | Gabriel             |
| 5  | Argentina (bandiera)      | D     | Renato Civelli      |
| 6  | Camerun (bandiera)        | C     | Ibrahim Amadou      |
| 7  | Marocco (bandiera)        | C     | Sofiane Boufal      |
| 7  | Paesi Bassi (bandiera)    | A     | Anwar El Ghazi      |
| 8  | Marocco (bandiera)        | C     | Mounir Obbadi       |
| 8  | Portogallo (bandiera)     | C     | Xeka                |
| 9  | Francia (bandiera)        | A     | Yassine Benzia      |
| 10 | Paesi Bassi (bandiera)    | C     | Ricardo Kishna      |
| 11 | Svizzera (bandiera)       | C     | Éric Bauthéac       |
| 12 | Francia (bandiera)        | C     | Nicolas de Préville |
| 13 | Zambia (bandiera)         | D     | Stophira Sunzu      |
| 14 | Costa d'Avorio (bandiera) | A     | Gadji Tallo         |
| 15 | Francia (bandiera)        | C     | Lenny Nangis        |
| 15 | Francia (bandiera)        | D     | Julian Palmieri     |
| 16 | Francia (bandiera)        | P     | Mike Maignan        |
| 17 | Portogallo (bandiera)     | C     | Marcos Lopes        |
| 18 | Francia (bandiera)        | D     | Franck Béria        |

| N. |                           | Ruolo | Calciatore            |
| -- | ------------------------- | ----- | --------------------- |
| 19 | Rep. del Congo (bandiera) | A     | Kevin Koumbemba       |
| 20 | Francia (bandiera)        | C     | Ryan Mendes           |
| 21 | Mali (bandiera)           | C     | Yves Bissouma         |
| 22 | Paraguay (bandiera)       | D     | Junior Alonso         |
| 23 | Francia (bandiera)        | D     | Adama Soumaoro        |
| 24 | Francia (bandiera)        | C     | Rio Mavuba (capitano) |
| 25 | Montenegro (bandiera)     | D     | Marko Baša            |
| 26 | Francia (bandiera)        | C     | Farès Bahlouli        |
| 27 | Tunisia (bandiera)        | C     | Naïm Sliti            |
| 28 | Francia (bandiera)        | D     | Benjamin Pavard       |
| 28 | Francia (bandiera)        | A     | Martin Terrier        |
| 30 | Francia (bandiera)        | P     | Jean Butez            |
| 31 | Francia (bandiera)        | C     | Morgan Amalfitano     |
| 33 | Haiti (bandiera)          | D     | Carlens Arcus         |
| 34 | Sudafrica (bandiera)      | A     | Lebo Mothiba          |
| 35 | Marocco (bandiera)        | D     | Hamza Mendyl          |
| 36 | Francia (bandiera)        | C     | Valère Pollet         |
| 37 | Francia (bandiera)        | D     | Olivier Lesueur       |
| 38 | Francia (bandiera)        | C     | Emmanuel Debordeaux   |
| 39 | Portogallo (bandiera)     | A     | Éder                  |
| 40 | Francia (bandiera)        | A     | Ryad Habbas           |

## Calciomercato

### Sessione estiva(dal 09/06 al 31/08)
| Acquisti | Acquisti            | Acquisti          | Acquisti                   |
| R.       | Nome                | da                | Modalità                   |
| -------- | ------------------- | ----------------- | -------------------------- |
| D        | Carlens Arcus       |                   | svincolato                 |
| D        | Julian Jeanvier     | Red Star          | fine prestito              |
| D        | Julian Palmieri     |                   | svincolato                 |
| D        | Stophira Sunzu      | Shanghai Shenhua  | riscatto cartellino        |
| C        | Alexis Araujo       | Boulogne          | fine prestito              |
| C        | Nicolas de Préville | KV Ostende        | prestito                   |
| C        | John Jairo Ruiz     | Dnipro            | fine prestito              |
| C        | Marcos Lopes        | Monaco            | rinnovo prestito           |
| C        | Ryan Mendes         | Nottingham Forest | fine prestito              |
| C        | Ronny Rodelin       | Caen              | fine prestito              |
| C        | Younousse Sankharé  | Guingamp          | definitivo                 |
| C        | Naïm Sliti          | Red Star          | prestito                   |
| C        | Adama Traoré        | Monaco            | fine prestito              |
| A        | Éder                | Swansea City      | definitivo (4,5 milioni €) |
| A        | Michael Frey        | Lucerna           | fine prestito              |
| A        | Serhou Guirassy     | Auxerre           | fine prestito              |
| A        | Kevin Koumbemba     | Brest             | fine prestito              |

| Cessioni | Cessioni           | Cessioni        | Cessioni                  |
| R.       | Nome               | a               | Modalità                  |
| -------- | ------------------ | --------------- | ------------------------- |
| P        | Steeve Elana       |                 | svincolato                |
| D        | Julian Jeanvier    |                 | svincolato                |
| D        | Benjamin Pavard    | Stoccarda       | definitivo (5 milioni €)  |
| D        | Djibril Sidibé     | Monaco          | definitivo (16 milioni €) |
| C        | Alexis Araujo      | Boulogne        | prestito                  |
| C        | Florent Balmont    |                 | svincolato                |
| C        | Sofiane Boufal     | Southampton     | definitivo                |
| C        | John Jairo Ruiz    |                 | svincolato                |
| C        | Marvin Martin      | Digione         | prestito                  |
| C        | Nolan Mbemba       |                 | svincolato                |
| C        | Soualiho Meïté     | Zulte Waregem   | rinnovo prestito          |
| C        | Lenny Nangis       | Bastia          | prestito                  |
| C        | Ronny Rodelin      | Caen            | definitivo                |
| C        | Yaw Yeboah         | Manchester City | fine prestito             |
| A        | Éder               | Swansea City    | fine prestito             |
| A        | Michael Frey       | Young Boys      | definitivo                |
| A        | Baptiste Guillaume | Strasburgo      | prestito                  |
| A        | Serhou Guirassy    | Colonia         | definitivo (6 milioni €)  |

### Sessione invernale(dal 01/01 al 31/01)
| Acquisti | Acquisti       | Acquisti      | Acquisti   |
| R.       | Nome           | da            | Modalità   |
| -------- | -------------- | ------------- | ---------- |
| D        | Junior Alonso  | Cerro Porteño | definitivo |
| D        | Gabriel        | Avaí          | definitivo |
| C        | Ricardo Kishna | Lazio         | prestito   |
| C        | Xeka           | Braga         | prestito   |
| A        | Farès Bahlouli | Monaco        | definitivo |
| A        | Anwar El Ghazi | Ajax          | definitivo |

| Cessioni | Cessioni           | Cessioni     | Cessioni   |
| R.       | Nome               | a            | Modalità   |
| -------- | ------------------ | ------------ | ---------- |
| D        | Renato Civelli     |              | svincolato |
| C        | Ryan Mendes        | Kayserispor  | definitivo |
| C        | Mounir Obbadi      | Nizza        | definitivo |
| C        | Younousse Sankharé | Bordeaux     | definitivo |
| A        | Lebo Mothiba       | Valenciennes | prestito   |
| A        | Gadji Tallo        | Amiens       | prestito   |

## Risultati

### Ligue 1

#### Girone d'andata
| Arbitro: | Lesage |

|                                           |           |                |
| Erdinç 56’, 76’ (rig.) Jouffre 88’ (rig.) | Marcatori | 35’, 70’ Lopes |

| Arbitro: | Thual |

|              |           |  |
| Sankharé 87’ | Marcatori |  |

| Arbitro: | Letexier |

|             |           |           |
| Koziello 3’ | Marcatori | 27’ Béria |

| Arbitro: | Chapron |

|                |           |                                           |
| Palmieri 90+1’ | Marcatori | 2’ Sidibé 17’ Traoré 48’ Fabinho 71’ Glik |

| Arbitro: | Abed |

|                      |           |  |
| Moukandjo 76’ (rig.) | Marcatori |  |

| Arbitro: | Miguelgorry |

|          |           |                   |
| Baša 35’ | Marcatori | 12’, 79’ Toivonen |

| Arbitro: | Millot |

|                                 |           |             |
| Berič 63’ Nordin 72’ Roux 90+3’ | Marcatori | 80’ Civelli |

| Arbitro: | Desiage |

|                 |           |  |
| Éder 75’ (rig.) | Marcatori |  |

| Arbitro: | Moreira |

|            |           |  |
| Privat 32’ | Marcatori |  |

| Arbitro: | Buquet |

|                      |           |            |
| Corchia 51’ Éder 57’ | Marcatori | 71’ Diallo |

| Arbitro: | Bastien |

|  |           |            |
|  | Marcatori | 64’ Cavani |

| Arbitro: | Turpin |

|              |           |  |
| Diedhiou 54’ | Marcatori |  |

| Arbitro: | Miguelgorry |

|  |           |           |
|  | Marcatori | 3’ Cornet |

| Nantes 26 novembre 2016, ore 20:00 CET 14ª giornata | Nantes | 0 – 0 referto | Lilla | Stade de la Beaujoire (18.125 spett.)\| Arbitro: \| Thual \| |
| Arbitro:                                            | Thual  |               |       |                                                              |

| Arbitro: | Ennjimi |

|                                              |           |                       |
| Éder 13’ Sliti 24’ de Préville 64’ Lopes 65’ | Marcatori | 31’ Féret 84’ Rodelin |

| Arbitro: | Buquet |

|  |           |                 |
|  | Marcatori | 44’ de Préville |

| Arbitro: | Chapron |

|                             |           |            |
| de Préville 5’ Sankharé 38’ | Marcatori | 82’ Mounié |

| Arbitro: | Bastien |

|                       |           |  |
| Gomis 56’ Thauvin 61’ | Marcatori |  |

| Arbitro: | Miguelgorry |

|          |           |          |
| Éder 89’ | Marcatori | 22’ Ntep |

#### Girone di ritorno
| Arbitro: | Lesage |

|                 |           |             |
| de Préville 71’ | Marcatori | 17’ Hamouma |

| Digione 21 gennaio 2017, ore 20:00 CET 21ª giornata | Digione     | 0 – 0 referto | Lilla | Stade Gaston-Gérard (7.828 spett.)\| Arbitro: \| Miguelgorry \| |
| Arbitro:                                            | Miguelgorry |               |       |                                                                 |

| Arbitro: | Hamel |

|                      |           |                        |
| Lacazette 86’ (rig.) | Marcatori | 38’, 80’ (rig.) Benzia |

| Arbitro: | Miguelgorry |

|  |           |               |
|  | Marcatori | 50’ Aliadière |

| Arbitro: | Letexier |

|                        |           |                 |
| Cavani 70’ Lucas 90+2’ | Marcatori | 86’ dé Preville |

| Arbitro: | Varela |

|              |           |                        |
| Bissouma 27’ | Marcatori | 20’ Capelle 59’ Thomas |

| Arbitro: | Abed |

|  |           |              |
|  | Marcatori | 70’ El Ghazi |

| Arbitro: | Desiage |

|                                 |           |                         |
| dé Preville 66’ (rig.) Éder 67’ | Marcatori | 16’ Vada 78’, 82’ Ounas |

| Arbitro: | Hamel |

|             |           |            |
| Jullien 30’ | Marcatori | 80’ Benzia |

| Arbitro: | Delerue |

|         |           |                                  |
| Dia 31’ | Marcatori | 63’ (rig.) dé Preville 81’ Lopes |

| Villeneuve d'Ascq 17 marzo 2017, ore 20:45 CET 30ª giornata | Lilla  | 0 – 0 referto | Olympique Marsiglia | Stade Pierre-Mauroy (40.485 spett.)\| Arbitro: \| Lesage \| |
| Arbitro:                                                    | Lesage |               |                     |                                                             |

| Arbitro: | Millot |

|  |           |                 |
|  | Marcatori | 48’ dé Preville |

| Arbitro: | Delerue |

|            |           |                    |
| Amadou 14’ | Marcatori | 17’, 45’ Balotelli |

| Arbitro: | Abed |

|                   |           |  |
| Mubele 3’ Sio 29’ | Marcatori |  |

| Arbitro: | Turpin |

|                                      |           |  |
| dé Preville 10’, 35’ (rig.) Éder 66’ | Marcatori |  |

| Arbitro: | Bastien |

|  |           |                                                 |
|  | Marcatori | 13’ (rig.) dé Preville 56’ Xeka 75’ dé Preville |

| Arbitro: | Thual |

|  |           |                         |
|  | Marcatori | 36’ Mandjeck 55’ Cohade |

| Arbitro: | Bastien |

|                                            |           |  |
| Falcao 6’, 68’ Silva 45’ Alonso 88’ (aut.) | Marcatori |  |

| Arbitro: | Desiage |

|                                  |           |  |
| dé Preville 16’, 46’, 53’ (rig.) | Marcatori |  |

### Coupe de France

#### Fase a eliminazione diretta
| Arbitro: | Buquet |

|                                               |           |            |
| Amadou 17’ Soumaoro 60’ Lopes 89’ Terrier 90’ | Marcatori | 88’ Pythié |

| Arbitro: | Desiage |

|                    |           |  |
| Corchia 81’ (rig.) | Marcatori |  |

| Arbitro: | Thual |

|                 |           |                      |
| Kamissoko 90+2’ | Marcatori | 70’ Lopes 90+4’ Éder |

| Arbitro: | Chapron |

|                  |           |                |
| Germain 35’, 45’ | Marcatori | 90+4’ El Ghazi |

### Coupe de la Ligue

#### Fase a eliminazione diretta
| Arbitro: | Lesage |

|                                |           |          |
| Lucas 43’ (rig.), 57’ Jesé 69’ | Marcatori | 89’ Baša |

### Europa League

#### Turni preliminari
| Arbitro: | Stefanski |

|            |           |              |
| Mendes 47’ | Marcatori | 13’ Vernydub |

| Arbitro: | Es'kov |

|            |           |  |
| Ozobić 34’ | Marcatori |  |

## Statistiche

### Statistiche di squadra
| Competizione      | Punti | In casa | In casa | In casa | In casa | In casa | In casa | In trasferta | In trasferta | In trasferta | In trasferta | In trasferta | In trasferta | Totale | Totale | Totale | Totale | Totale | Totale | DR |
| Competizione      | Punti | G       | V       | N       | P       | Gf      | Gs      | G            | V            | N            | P            | Gf           | Gs           | G      | V      | N      | P      | Gf     | Gs     | DR |
| ----------------- | ----- | ------- | ------- | ------- | ------- | ------- | ------- | ------------ | ------------ | ------------ | ------------ | ------------ | ------------ | ------ | ------ | ------ | ------ | ------ | ------ | -- |
| Ligue 1           | 46    | 19      | 7       | 3       | 9       | 24      | 24      | 19           | 6            | 4            | 9            | 16           | 23           | 38     | 13     | 7      | 18     | 40     | 47     | -7 |
| Coupe de France   | -     | 2       | 2       | 0       | 0       | 5       | 1       | 2            | 1            | 0            | 1            | 3            | 3            | 4      | 3      | 0      | 1      | 8      | 4      | +4 |
| Coupe de la Ligue | -     | -       | -       | -       | -       | -       | -       | 1            | 0            | 0            | 1            | 1            | 3            | 1      | 0      | 0      | 1      | 1      | 3      | -2 |
| Europa League     | -     | 1       | 0       | 1       | 0       | 1       | 1       | 1            | 0            | 0            | 1            | 0            | 1            | 2      | 0      | 1      | 1      | 1      | 2      | -1 |
| Totale            | -     | 22      | 9       | 4       | 9       | 30      | 26      | 23           | 7            | 4            | 12           | 20           | 30           | 45     | 16     | 8      | 21     | 50     | 56     | -6 |

### Andamento in campionato
| Giornata  | 1  | 2  | 3  | 4  | 5  | 6  | 7  | 8  | 9  | 10 | 11 | 12 | 13 | 14 | 15 | 16 | 17 | 18 | 19 | 20 | 21 | 22 | 23 | 24 | 25 | 26 | 27 | 28 | 29 | 30 | 31 | 32 | 33 | 34 | 35 | 36 | 37 | 38 |
| --------- | -- | -- | -- | -- | -- | -- | -- | -- | -- | -- | -- | -- | -- | -- | -- | -- | -- | -- | -- | -- | -- | -- | -- | -- | -- | -- | -- | -- | -- | -- | -- | -- | -- | -- | -- | -- | -- | -- |
| Luogo     | T  | C  | T  | C  | T  | C  | T  | C  | T  | C  | C  | T  | C  | T  | C  | T  | C  | T  | C  | C  | T  | T  | C  | T  | C  | T  | C  | T  | T  | C  | T  | C  | T  | C  | T  | C  | T  | C  |
| Risultato | P  | V  | N  | P  | P  | P  | P  | V  | P  | V  | P  | P  | P  | N  | V  | V  | V  | P  | N  | N  | N  | V  | P  | P  | P  | V  | P  | N  | V  | N  | V  | P  | P  | V  | V  | P  | P  | V  |
| Posizione | 14 | 10 | 13 | 15 | 17 | 18 | 20 | 18 | 18 | 16 | 17 | 18 | 19 | 19 | 17 | 14 | 11 | 13 | 13 | 14 | 15 | 11 | 13 | 15 | 18 | 15 | 16 | 16 | 14 | 14 | 13 | 13 | 14 | 12 | 11 | 11 | 12 | 11 |

Fonte:  Classements, su lfp.fr, LFP.
Legenda:

Luogo: C = Casa; T = Trasferta. Risultato: V = Vittoria; N = Pareggio; P = Sconfitta.

### Statistiche dei giocatori
| Giocatore      | Ligue 1  | Ligue 1 | Ligue 1     | Ligue 1    | Coupe de France Coupe de la Ligue | Coupe de France Coupe de la Ligue | Coupe de France Coupe de la Ligue | Coupe de France Coupe de la Ligue | Europa League | Europa League | Europa League | Europa League | Totale   | Totale | Totale      | Totale     |
| Giocatore      | Presenze | Reti    | Ammonizioni | Espulsioni | Presenze                          | Reti                              | Ammonizioni                       | Espulsioni                        | Presenze      | Reti          | Ammonizioni   | Espulsioni    | Presenze | Reti   | Ammonizioni | Espulsioni |
| -------------- | -------- | ------- | ----------- | ---------- | --------------------------------- | --------------------------------- | --------------------------------- | --------------------------------- | ------------- | ------------- | ------------- | ------------- | -------- | ------ | ----------- | ---------- |
| J. Alonso      | 12       | 0       | 1           | 0          | 2+0                               | 0                                 | 0                                 | 0                                 | -             | -             | -             | -             | 14       | 0      | 1           | 0          |
| I. Amadou      | 35       | 1       | 4           | 0          | 3+1                               | 1+0                               | 1+0                               | 0                                 | 2             | 0             | 0             | 0             | 41       | 2      | 5           | 0          |
| M. Amalfitano  | 17       | 0       | 0           | 0          | -                                 | -                                 | -                                 | -                                 | 2             | 0             | 1             | 0             | 19       | 0      | 1           | 0          |
| C. Arcus       | 0        | 0       | 0           | 0          | 4+0                               | 0                                 | 1+0                               | 1+0                               | -             | -             | -             | -             | 4        | 0      | 1           | 1          |
| F. Bahlouli    | 3        | 0       | 0           | 0          | 2+0                               | 0                                 | 0                                 | 0                                 | -             | -             | -             | -             | 5        | 0      | 0           | 0          |
| M. Baša        | 23       | 1       | 0           | 0          | 2+1                               | 0+1                               | 0                                 | 0                                 | 1             | 0             | 0             | 0             | 27       | 2      | 0           | 0          |
| É. Bauthéac    | 13       | 0       | 4           | 0          | 2+0                               | 0                                 | 0                                 | 0                                 | 2             | 0             | 0             | 0             | 17       | 0      | 4           | 0          |
| Y. Benzia      | 25       | 3       | 3           | 0          | 1+1                               | 0                                 | 0                                 | 0                                 | 2             | 0             | 0             | 0             | 29       | 3      | 3           | 0          |
| F. Béria       | 28       | 1       | 8           | 1          | 1+1                               | 0                                 | 0                                 | 0                                 | 0             | 0             | 0             | 0             | 30       | 1      | 8           | 1          |
| Y. Bissouma    | 23       | 1       | 4           | 1          | 3+0                               | 0                                 | 0                                 | 0                                 | 1             | 0             | 0             | 0             | 27       | 1      | 4           | 1          |
| J. Butez       | 0        | -0      | 0           | 0          | 0                                 | -0                                | 0                                 | 0                                 | -             | -             | -             | -             | 0        | -0     | 0           | 0          |
| S. Boufal      | -        | -       | -           | -          | -                                 | -                                 | -                                 | -                                 | -             | -             | -             | -             | -        | -      | -           | -          |
| R. Civelli     | 13       | 1       | 4           | 0          | 0+1                               | 0                                 | 0                                 | 0                                 | 2             | 0             | 0             | 0             | 16       | 1      | 4           | 0          |
| S. Corchia     | 38       | 1       | 4           | 0          | 2+0                               | 1+0                               | 0                                 | 0                                 | 2             | 0             | 1             | 0             | 42       | 2      | 5           | 0          |
| E. Debordeaux  | -        | -       | -           | -          | 0                                 | 0                                 | 0                                 | 0                                 | -             | -             | -             | -             | 0        | 0      | 0           | 0          |
| N. de Préville | 30       | 14      | 2           | 0          | 2+1                               | 0                                 | 0                                 | 0                                 | -             | -             | -             | -             | 33       | 14     | 2           | 0          |
| Éder           | 31       | 6       | 3           | 0          | 4+1                               | 1+0                               | 0                                 | 0                                 | 1             | 0             | 0             | 0             | 37       | 7      | 3           | 0          |
| A. El Ghazi    | 12       | 1       | 2           | 0          | 1+0                               | 1+0                               | 0                                 | 0                                 | -             | -             | -             | -             | 13       | 2      | 2           | 0          |
| V. Enyeama     | 32       | -40     | 4           | 0          | 0                                 | -0                                | 0                                 | 0                                 | 2             | -2            | 0             | 0             | 34       | -42    | 4           | 0          |
| Gabriel        | 1        | 0       | 0           | 0          | 0                                 | 0                                 | 0                                 | 0                                 | -             | -             | -             | -             | 1        | 0      | 0           | 0          |
| R. Habbas      | -        | -       | -           | -          | 0                                 | 0                                 | 0                                 | 0                                 | -             | -             | -             | -             | 0        | 0      | 0           | 0          |
| R. Kishna      | 11       | 0       | 0           | 0          | 2+0                               | 0                                 | 0                                 | 0                                 | -             | -             | -             | -             | 13       | 0      | 0           | 0          |
| Y. Koné        | 2        | 0       | 0           | 0          | 1+0                               | 0                                 | 0                                 | 0                                 | -             | -             | -             | -             | 3        | 0      | 0           | 0          |
| K. Koumbemba   | -        | -       | -           | -          | -                                 | -                                 | -                                 | -                                 | -             | -             | -             | -             | -        | -      | -           | -          |
| O. Lesueur     | -        | -       | -           | -          | 0                                 | 0                                 | 0                                 | 0                                 | -             | -             | -             | -             | 0        | 0      | 0           | 0          |
| M. Lopes       | 25       | 4       | 3           | 0          | 2+0                               | 2+0                               | 0                                 | 0                                 | 2             | 0             | 0             | 0             | 29       | 6      | 3           | 0          |
| M. Maignan     | 7        | -7      | 0           | 0          | 4+1                               | -7                                | 0+1                               | 0                                 | 0             | -0            | 0             | 0             | 12       | -14    | 1           | 0          |
| R. Mavuba      | 18       | 0       | 4           | 1          | 1+0                               | 0                                 | 1+0                               | 0                                 | 1             | 0             | 0             | 0             | 20       | 0      | 5           | 1          |
| R. Mendes      | 7        | 0       | 0           | 0          | -                                 | -                                 | -                                 | -                                 | 2             | 1             | 0             | 0             | 9        | 1      | 0           | 0          |
| H. Mendyl      | 1        | 0       | 0           | 0          | 1+0                               | 0                                 | 0                                 | 0                                 | -             | -             | -             | -             | 2        | 0      | 0           | 0          |
| L. Mothiba     | 0        | 0       | 0           | 0          | 1+0                               | 0                                 | 0                                 | 0                                 | -             | -             | -             | -             | 1        | 0      | 0           | 0          |
| L. Nangis      | -        | -       | -           | -          | -                                 | -                                 | -                                 | -                                 | 0             | 0             | 0             | 0             | 0        | 0      | 0           | 0          |
| M. Obbadi      | 5        | 0       | 2           | 0          | -                                 | -                                 | -                                 | -                                 | 2             | 0             | 0             | 0             | 7        | 0      | 2           | 0          |
| J. Palmieri    | 22       | 1       | 5           | 1          | 3+1                               | 0                                 | 2+0                               | 0                                 | 2             | 0             | 0             | 0             | 28       | 1      | 7           | 1          |
| B. Pavard      | 0        | 0       | 0           | 0          | -                                 | -                                 | -                                 | -                                 | -             | -             | -             | -             | 0        | 0      | 0           | 0          |
| V. Pollet      | 0        | 0       | 0           | 0          | 0                                 | 0                                 | 0                                 | 0                                 | -             | -             | -             | -             | 0        | 0      | 0           | 0          |
| Y. Sankharé    | 21       | 2       | 4           | 1          | 0+1                               | 0                                 | 0+1                               | 0                                 | 1             | 0             | 1             | 0             | 23       | 2      | 6           | 1          |
| N. Sliti       | 16       | 1       | 1           | 0          | 1+1                               | 0                                 | 0                                 | 0                                 | -             | -             | -             | -             | 18       | 1      | 1           | 0          |
| A. Soumaoro    | 27       | 0       | 1           | 1          | 4+1                               | 1+0                               | 0                                 | 0                                 | 1             | 0             | 0             | 0             | 33       | 1      | 1           | 1          |
| S. Sunzu       | 4        | 0       | 0           | 0          | 0+1                               | 0                                 | 0                                 | 0                                 | 0             | 0             | 0             | 0             | 5        | 0      | 0           | 0          |
| G. Tallo       | 0        | 0       | 0           | 0          | -                                 | -                                 | -                                 | -                                 | -             | -             | -             | -             | 0        | 0      | 0           | 0          |
| M. Terrier     | 11       | 1       | 0           | 0          | 3+1                               | 1+0                               | 2+1                               | 0                                 | -             | -             | -             | -             | 15       | 2      | 3           | 0          |
| V. Vanbaleghem | 0        | 0       | 0           | 0          | 1+0                               | 0                                 | 0                                 | 0                                 | -             | -             | -             | -             | 1        | 0      | 0           | 0          |
| Xeka           | 13       | 1       | 2           | 0          | 2+0                               | 0                                 | 0                                 | 0                                 | -             | -             | -             | -             | 15       | 1      | 2           | 0          |